# Vagas Tecnologia
A VAGAS Tecnologia é uma empresa brasileira de software de recrutamento e seleção. Em operação desde 1999, tem como clientes mais de 3 mil empresas de diferentes segmentos e portes
Suas divisão com soluções para empresas, denominada VAGAS for business, oferece o software VAGAS E-Partner, que permite que empresas façam a gestão de processos seletivos de forma prática e automatizada, além de integrar um banco de currículos com mais de 16 milhões de usuários cadastrados.
Além de oferecer soluções tecnológicas para empresas, a companhia também apoia a evolução da carreira de muitas pessoas por meio de seu site de empregos VAGAS.com, que não cobra nada de quem está procurando trabalho.

## História
A VAGAS foi fundada em 1999 por engenheiros da Poli/USP com o objetivo de revolucionar a maneira de gerir processos de recrutamento e seleção. Na época, o recebimento de currículos era em papel e os anúncios de vagas eram basicamente em jornais. Assim eram criadas pilhas de currículos que dificilmente seriam aproveitados em outra oportunidade pelos recrutadores. O trabalho era ainda braçal e demandava muito tempo.
A empresa, que atua com e-recruitment, e logo ganhou destaque na Internet, estando hoje entre os principais site de carreira, conforme a Hitwise e com média de 120 milhões de pageviews por mês.

## Principais produtos
A proposta de valor da VAGAS está dividida em três eixos: atrair, encontrar e selecionar:

### Employer Branding
A VAGAS criou uma consultoria em Employer Branding. O Brasil tem registrado baixas taxas de desemprego,
os candidatos têm escolhido o lugar que querem trabalhar, em grande maioria, pelos seus valores. O objetivo dessa consultoria é ajudar a empresa a comunicar da melhor maneira seus valores e seus diferenciais, atraindo assim as pessoas certas para seu time.
Para isso, existe um diagnóstico express para identificar os pontos fortes e aqueles que podem ser melhorados, um portal de carreira personalizado, entre outros serviços.
VAGAS 10+ - o prêmio foi criado em 2010 e reconhece mensalmente as empresas que melhor se relacionaram com seus candidatos. O objetivo é incentivar as boas práticas em R&S. As ganhadoras recebem um selo exclusivo que pode ser aplicado em seus materiais institucionais.

### VAGAS.com
Um dos maiores sites de carreira do Brasil e um dos únicos que oferecem serviços gratuitos para candidatos.
São mais de sete milhões de currículos cadastrados. Essa fonte de captação é de uso exclusivo dos clientes da empresa. O site registra ainda uma média de 4,7 milhões de visitantes únicos por mês.

### VAGASfor business
Uma plataforma de Recrutamento e Seleção com distribuição pelo modelo ATS/Applicant tracking system (software em nuvem, com acesso online). Por essa solução, os profissionais de RH podem gerir todas as fases de um processo, da abertura da vaga, triagem baseada em inteligência de dados para trazer os candidatos com mais aderência ao perfil para o topo, convocação para entrevistas, videoentrevistas, testes online, perfil comportamental entre outras funcionalidades.

## Modelo de gestão
Desde sua criação, a VAGAS adotou um modelo de gestão ainda pouco praticado no Brasil, a gestão horizontal. Nessa estrutura não há chefes, ninguém manda em ninguém e as equipes praticam a autogestão, sendo responsáveis pelo seu próprio desenvolvimento, assim como a contratação e demissão de quem trabalha em seu time.
Essa nova forma de ver a gestão organizacional tem sido um dos fatores-chave de sucesso para a empresa que já conta com mais de dois mil clientes e 140 colaboradores. Um dos princípios desse modelo é o desapego, todos trabalham por um objetivo comum em busca da melhor solução, independente de quem ela venha.
Outro ponto peculiar da VAGAS é sua forma de contratação de novos colaboradores. Foi adotado o modelo de fórum, ou seja, os candidatos passam por uma conversa com todos os membros de sua futura equipe. A decisão de contratação é discutida e só acontece por consenso.
A empresa ainda oferece aos seus colaboradores a opção de horários flexíveis, massagem, lanche da manhã e da tarde, vídeo game e sala de convivência.

## Arte VAGAS
O projeto Arte VAGAS tem como objetivo principal valorizar e apoiar a Arte Brasileira por meio da organização de exposições temporárias em sua sede, aquisição de obras e exposição de um acervo permanente em seus espaços de trabalho.
Estas ações, associadas aos encontros com os artistas expositores e a equipe VAGAS, promovidos a cada exposição, além de incentivar a produção artística, permitem o acesso diário dos profissionais da empresa com obras de arte de qualidade, contribuindo para a contínua formação cultural e o bem-estar de cada membro da equipe.
O projeto tem curadoria de Ernesto Bonato, membro fundador do Atelier Piratininga e já recebeu exposições dos artistas Rodrigo Cunha, Gilberto Tomé, Ulysses Bôscolo de Paula, Evandro Carlos Jardim, George Rembrandt Gutlich, Samuel Ornelas, Yvens  Giacomini, Eduardo Ver, Rafael Kenji e Bruno Oliveira.

## Fórum VAGAS – Melhores Práticas em Recrutamento e Seleção
O Fórum VAGAS é um evento organizado pela VAGAS anualmente com o objetivo de reunir profissionais de RH para compartilhar experiências, tendências e trocar ideias sobre o universo de Recrutamento e Seleção.
O evento já contou com palestrantes de peso como o jornalista e apresentador Marcelo Tas em 2011, Gilberto Dimenstein, jornalista e fundador do site Catraca Livre, em 2012 e o professor e filósofo, Clóvis de Barros Filho em 2013.

## Participação no HSM ExpoManagement
Além da sua tradicional edição, o Fórum VAGAS foi ampliado, tendo uma edição especial em um dos maiores eventos de management para executivos e empresários do Brasil, o HSM ExpoManagement.
Em sua primeira edição contou com a presença de Joichi Ito, diretor do Media Lab, um dos principais centros de inovação e tecnologia do mundo. Além de fortes nomes do meio de RH como Sofia Esteves, presidente da DMRH, e Luiz Edmundo Rosa, da ABRH Nacional.

## DATA VAGAS
A VAGAS tem uma área dedicada a pesquisas sobre o universo de RH e o mercado de trabalho. Entre os principais estudos da empresa estão:

### Engenheiros
A pesquisa foi realizada com os Engenheiros da base cadastrada no VAGAS.com.br e apontou que 46% deles haviam mudado de emprego nos últimos dois anos e que 58% atuavam em empresas de grande porte.

### Mulher e trabalho
Uma pesquisa desenvolvida para saber o que a mulher espera da carreira. O estudo apontou que o mais atraente para elas em uma empresa, com 52%, é o desenvolvimento profissional. Já remuneração e flexibilidade de horário apareceram com 33% de preferência e a aprendizagem com 31%.

### O Retrato dos chefes no Brasil
Uma pesquisa realizada pelo Data VAGAS com mais de dez mil pessoas. O objetivo foi entender qual o sentimento e a visão dos participantes sobre os chefes que já passaram por suas vidas.

### Estrangeiros no Brasil
Pesquisa realizada em junho de 2013 com o banco de currículos do VAGAS.com.br revelou o perfil dos estrangeiros que trabalham no Brasil. Segundo o levantamento, 57% dos imigrantes têm pós-graduação.

## Principais Prêmios
Em sua trajetória, a VAGAS já recebeu diversos prêmios, abaixo as principais conquistas: 

- 100 melhores Fornecedores para RH: 2008, 2009, 2010, 2011,[20] 2012,[21] 2013[22]

- Pequenas e médias empresas que mais crescem no Brasil:[23] 2010, 2011, 2012

- Prêmio Corporativo - categoria Site para Recrutamento: 2010[24]

- Prêmio Fornecedores de Confiança:[25] 2008, 2009, 2011, 2013

- Melhor empresa na categoria Soluções de e-recruitment: 2005, 2006, 2007

- Um dos 5 sites de recrutamento mais lembrados no Prêmio Top of Mind Fornecedores de RH: 2006, 2007, 2009, 2010, 2011